# Mark Kostabi
Mark Kostabi (Los Angeles, 27 novembre 1960) è un pittore e compositore statunitense.

## Biografia
Mark nasce da rifugiati di guerra estoni scappati  in California dopo l'occupazione sovietica della loro nazione. Trascorre i primi anni della vita nella località di Whittier con il fratello Paul Kostabi, poi studia disegno e pittura alla California State University. Nel 1982 si trasferisce a New York e dal 1984 diventa un'importante figura di riferimento all'interno del movimento artistico dell'East Village. Durante questi anni si diverte nell'uso provocatorio dei mass media con auto interviste con a tema l'arte contemporanea.
Dal 1987 ottiene un riconoscimento internazionale e le sue opere vengono richieste da gallerie di Giappone, Stati Uniti, Australia e Germania. Nel 1988 fonda "Kostabi World": il suo studio, galleria, ufficio a New York. Questa struttura, grazie ai molti assistenti, produce circa 1000 quadri all'anno, di cui tutti sono firmati del maestro. Dal 1996 divide la sua vita tra New York e Roma dove diventa un modello per molti artisti italiani. Nei suoi dipinti sono presenti delle vere e proprie costanti, come la citazione di altre opere e la raffigurazione di soggetti senza volto che richiamano le figure dei manichini di De Chirico.
Negli ultimi anni si è dedicato al disegno di marchi pubblicitari tra i quali gli orologi Swatch, tazze per caffè espresso, accessori per il computer e recentemente ha ricreato la maglia rosa del Giro d'Italia. Ha collaborato pittoricamente con Enzo Cucchi, Arman, Howard Finster (nel 1992), Tadanori Yokoo (nel 1993) e Enrico Baj (nel 1992). Ha concesso interviste alla CNN e al canale MTV oltre che a numerose riviste e settimanali, quali New York Times, People, Vogue, Playboy, Forbes, New York Magazine, Domus, Artforum, Art in America, Artnews Arts, Flash Art, Tema celeste, compresa un'intervista a Radio uno New York con il presentatore italiano Tino Maiolo.

## Artwork e copertine
Kostabi è noto soprattutto per i suoi dipinti di figure senza volto che spesso commentano questioni politiche, sociali e psicologiche legate alla società contemporanea, le cui radici stilistiche e visuali vanno rintracciate nell'opera di Giorgio de Chirico e Fernand Léger. Oltre alle esposizioni legate al mondo dell'arte, Kostabi ha ideato e realizzato numerose copertine di dischi per musicisti internazionali.
Gli artisti con cui ha collaborato sono: Guns N' Roses, per i quali ha realizzato l'artwork di Use Your Illusion; The Ramones, per la copertina di ¡Adios Amigos!; i sudafricani Seether per l'album Holding Onto Strings Better Left to Fray; il cantante Jazz Jimmy Scott, per l'album Holding Back The Years; il progetto di Jase Blankfort noto come Glint, per il quale Kostabi ha realizzato la copertina di Sound in Silence; il compositore e cantante italiano Alberto Nemo, per il quale Mark Kostabi ha realizzato la copertina dell'album intitolato Opera 50, RK: Roman Klun, per il quale Kostabi ha ideato la copertina di Kingsway; Psychotica, per i quali ha realizzato la copertina dell'album Espina; Life In The Woods per i quali ha concesso l'utilizzo della sua opera "Luring The Past" per la copertina di Looking For Gold.
Nel 2023 ha realizzato un'opera per la prestigiosa Scuola Militare Nunziatella, da cui sono state tratte 236 litografie a tiratura limitata.

## Cultura di massa
Nel 1989, Kostabi e le sue opere sono state menzionate nella serie televisiva Miami Vice, nella stagione 5, episidio 14, "Trittico" ("The Lost Madonna").

## Musei ed esposizioni

### Musei che raccolgono sue opere
- The Museum of Modern Art, New York
- The Metropolitan Museum of Art, New York
- Solomom R. Guggenheim Museum of Art, New York
- Brooklyn Museum of Art, New York
- The Corcoran Gallery of Art, Washington D.C.
- Galleria Nazionale d'Arte Moderna, Roma
- Art Museum of Estonia, Tallinn, Estonia
- Memphis Brooks Museum of Art, Memphis, Tennessee
- Trevi Flash Art Museum of International Contemporary Art, Trevi, Italia
- MUSEION - Museo d'Arte Moderna, Bolzano, Italia
- Duke University Museum of Art, Durham, Carolina del Nord
- Groninger Museum, Groninga, Paesi Bassi
- Memorial Art Gallery of the University of Rochester, Rochester, New York
- The John and Mable Ringling Museum of Art, Sarasota, Florida
- Museo di Tirana, Tirana, Albania
- The Jane Voorhees Zimmerli Art Museum, Rutgers, The State University of New Jersey, New Jersey
- Neuberger Museum at Suny Purchase, Purchase, New York
- DAMA Daphne Art Museum, Caserta, Italy

### Esposizioni
- 1981 California State University, Fullerton; Newport Harbor Art Museum, Newport Beach, California.
- 1982 Molly Barnes Gallery, Los Angeles.
- 1983 Limbo Lounge, New York; Simone Gallery, New York.
- 1984 Molly Barnes Gallery, Los Angeles; Limbo Lounge, New York; Hal Bromm Gallery, New York; Semaphore, New York; Lucky Strike Gallery, New York; Hal Bromm Gallery, New York.
- 1985 Nada Gallery, New York; Semaphore, New York; Eastman-Wahmendorf, New York; Semaphore and Semaphore East, New York; Ray Hughes Gallery, Brisbane, Australia; Australian Center for Contemporary Art, Melbourne, Australia; Paul Cava Gallery, Filadelfia; Art Awareness, Lexington, New York.
- 1986 Seed Hall, Tokyo; Folker Skulima Gallery, Berlino; Ronald Feldman Fine Arts, New York.
- 1987 Jan Turner Gallery, Los Angeles; Freedman Gallery, Albright College, Reading, Pennsylvania; Wiesner Gallery, New York; Peter Miller Gallery, Chicago.
- 1988 Ronald Feldman Fine Arts, New York; Phillip Samuels Fine Arts, St. Louis, Missouri; The Morgan Gallery, Boston; Access Gallery, New York; Hanson Gallery, New York.
- 1989 Tamara Bane, Los Angeles; Fernando Alcolea Galeria d'Art, Barcellona; Hanson Galleries, Beverly Hills and San Francisco; Fly by Night Gallery, New York; Hokin Gallery, Miami; Alan Brown Gallery, Hartsdale, New York.
- 1990 Govinda Gallery, Washington; First Gallery, Mosca; Mijor Gallery, Kyōto, Giappone; Hanson Galleries, New Orleans and San Francisco; Ronald Feldman Gallery, New York; Ergane Gallery, New York; Gross McCleaf Gallery, Filadelfia; Gallery Sho, Tokyo; Seibu, Tokyo; Studio d'Arte Raffaelli, Trento, Italia; California State University, Fullerton.
- 1991 Art Collection House, Tokyo; Galleria Dello Scudo, Verona, Italia; Art Collection House, Osaka, Giappone; Frank Bustamante Gallery, New York; Galerie Kaess-Weiss, Stoccarda, Germania; Hama Gallery, Tokyo; Access Gallery, New York; Galerie 1900-2000: Marcel Fleiss, Parigi; Elisabetta Frigieri Arte Contemporanea, Carpi, Italia; Paolo Majorana, Brescia, Italia; Galleria In Arco, Torino, Italia.
- 1992 Galleri Max, Stoccolma; Martin Lawrence Modern, New York; Sinimandria Gallery, Tartu, Estonia; Mitsukoshi Museum, Tokyo; Galleria Les Chances de l'Art, Bolzano, Italia; Studio Spaggiari, Milano; Galleria D'Arte Rizziero, Teramo, Italia; Ginza Yamato Gallery, Tokyo; Studio Cristofori, Bologna, Italia; Vaal Galerii, Tallinn, Estonia; Seibu, Tokyo;Gio Marconi and Fondazione Mudima (in collaborazione con Enrico Baj), Milano; P.M.M.K. Museum Voor Moderne Kunst (in collaborazione con Enrico Baj), Ostenda, Belgio; The Columbia Museum of Art (in collaborazione con Howard Finster), Carolina del Sud.
- 1993 Galerie Kaess-Weiss, Stoccarda, Germania; Santo Ficara Arte, Firenze, Italia; artin Lawrence Galerry, Washington and Santa Clara, California; Hanson Galleries, New Orleans and La Jolla, California; Centro D'Arte Moderna "Agatirio," Capo d'Orlando, Italia; Azabu Museum (in collaborazione con Tadanori Yokoo), Tokyo; Kobe-Hankyu (in collaborazione con Tadanori Yokoo), Kōbe, Giappone; Multimedia Arte Contemporanea (collaborations with Enrico Baj), Brescia, Italia; Cadle Salon/Aoyama Commons (in collaborazione Linda Mason e Seiichi Tanaka), Tokyo:
- 1994 Nicolae Gallery, Columbus, Ohio; Studio Gastadelli, Milano; anson Galleries, New Orleans; Arlene Bujese Gallery, East Hampton, New York;Martin Lawrence Modern, New York; Giavanni Di Summa Galleria d'Arte, Roma; Studio Spaggiari, Milano;Sony Building, Osaka, Giappone.
- 1995 Dante Vecchiato Galleria d'Arte, Padova, Italia; Guidi Galleria d'Arte, Genova, Italia; Galleria Blu Art, Alba Adriatica, Italia; Martin Lawrence Modern, New York;Galerie Sho, Tokyo; Galleria d'Arte Moderna "Il Castello," Milano.
- 1996 Centro Arte, Milano; Elisabetta Frigieri Arte Contemporanea, Sassuolo, Italia;Neuffer Am Park, Pirmasens, Germania; Nicolae Galerie Colombus, Ohio; Martin Lawrence Galleries, Chicago and Oakbrook, Illinois e King of Prussia, Pennsylvania.
- 1997 Oprandi Arte Contemporanea, Boltiere, Italia; Scola dei Tiraoro e Battioro, Venezia, Italia; Martin Lawrence Galleries, Los Angeles, Newport Beach, San Francisco and New York; Castello Doria, Portovenere, Italia; Galleria Nuova Gissi, Torino, Italia; Galleria d'Arte Moderna "Il Castello", Milano.
- 1998 L'Immagine Galleria d'Arte Contemporanea, Arezzo, Italia; Ferrara Arte, Ferrara, Italia; Blu Art Arte Moderna, Alba Adriatica, Italia; Galleria Arte Rotaross, Novara, Italia;Martin Lawrence Galleries, Sherman Oaks and San Francisco, California; Galerie Le Jardin des Arts, Jingumae and Aoyama, Tokyo; Mitsukoshi, Shinjuku, Tokyo; Hankyu, Osaka, Giappone; Galleria Soave, Alessandria, Italia; Galleria Botero, Pescara, Italia; Art Museum of Estonia, Tallinn, Estonia;
- 1999 Galleria Pio Monti, Roma, Italia; Rocca Malatestiana, Fano, Italia; Le Bain Art Gallery, Roma; Martin Lawrence Galleries, New York and Oakbrook, Illinois; Palazzina Azzurra, San Benedetto del Tronto, Italia; Boxart Galleria d'Arte, San Bonifacio, Italia; Studio G., Milano.
- 2000 ArteCapital, Brescia, Italia; Trevi Flash Art Museum of International Contemporary Art, Trevi, Italia; Guastalla Arte Moderna e Contemporanea, Forte dei Marmi, Italia; Temple Gallery, Temple University, Roma; Galleria L'Ariete, Bologna, Italia; Guastalla Arte Moderna e Contemporanea, Livorno, Italia; Francesco Cancelliere Artecontemporanea, Messina, Italia; Roger Smith Gallery, New York.
- 2001 Fidesarte, Mestre, Italia; Galleria d'Arte L'Incontro, Chiari, Italia; Floriana Tondinelli Art Gallery, Roma; Per Mari e Monti, Treia (Macerata), Italia; Banca di Teramo, Teramo, Italia; Marchese Arte Contemporanea, Prato, Italia.
- 2002 Stefan Stux Gallery, New York; Galleria del Tasso, Bergamo, Italia; Galleria Nuova Gissi, Torino, Italia; Galleria Faustini, Forte dei Marmi, Italia; Galleria Rosini & C., Rimini, Italia.
- 2003 Andrea Arte Contemporanea, Vicenza, Italia; Galleria Civica di Cortina d'Ampezzo, Italia; Chiesina dell'Ospedale, Meldola (FC), Italia; adarte (Expoarte), Montichiari, Italia; Pio Monti, Roma; Scoletta dei Battioro, Venezia; Arte Contemporanea e Dintorni, Como, Italia.
- 2004 Magazzini del Sale, Cervia, Italia; Embassy of Estonia, Washington, D.C.; Galleria Francocancelliere, Messina, Italia; Centro d'Arte Mercurio, Palermo, Italia; Excalibur Artecontemporanea, Solcio di Lesa (No), Italia; Castello Visconteo di Vogogna (Vb), Italia; Adam Baumgold Gallery, New York.
- 2005 Ex Museo Civica, Spoleto, Italia; Gallerie Rosini[18], Riccione, Italia; Pio Monti, Roma.
- 2006 Modenarte, Modena, Italia; Galleria del Palazzo, Palazzo Coveri, Firenze, Italia; Adam Baumgold Gallery, New York; Chiostro del Bramante, Roma; Antico Castello sul Mare, Rapallo, Italia; Galleria Imperatori, Porto San Giorgio, Italia; George Billis Gallery, Los Angeles.
- 2009 27 giugno 21 luglio Museo Civico "Umberto Mastroianni" di Marino (Roma), Italia;
- 2011 Centro d'Arte Mercurio, Palermo, Italia;
- 2018 RespirArt Gallery, Giulianova, Italia;

## Libri pubblicati
- Sadness Because the Video Rental Store Was Closed.
- Kostabi: The EarlyYears e Conversations with Kostabi.
- The rhythm of ispirations.